# Borussia Verein für Leibesübungen 1900 Mönchengladbach 1973-1974
Questa voce raccoglie le informazioni riguardanti il Borussia Verein für Leibesübungen 1900 Mönchengladbach nelle competizioni ufficiali della stagione 1973-1974.

## Stagione
Nella stagione 1973-1974 il Borussia Mönchengladbach, allenato da Hennes Weisweiler, concluse il campionato di Bundesliga al 2º posto. In Coppa di Germania il Borussia Mönchengladbach fu eliminato agli ottavi di finale dall'Amburgo. In Coppa delle coppe il Borussia Mönchengladbach fu eliminato in semifinale dal Milan. Il capocannoniere della squadra fu Jupp Heynckes con 30 gol.

## Rosa
| N. |                           | Ruolo | Calciatore           |
| -- | ------------------------- | ----- | -------------------- |
|    | Germania Ovest (bandiera) | P     | Wolfgang Kleff       |
|    | Germania Ovest (bandiera) | P     | Gregor Quasten       |
|    | Germania Ovest (bandiera) | D     | Hans Klinkhammer     |
|    | Germania Ovest (bandiera) | D     | Heinz Michallik      |
|    | Germania Ovest (bandiera) | D     | Klaus-Dieter Sieloff |
|    | Germania Ovest (bandiera) | D     | Ulrich Surau         |
|    | Germania Ovest (bandiera) | D     | Berti Vogts          |
|    | Germania Ovest (bandiera) | D     | Hans-Jürgen Wittkamp |
|    | Germania Ovest (bandiera) | C     | Rainer Bonhof        |
|    | Germania Ovest (bandiera) | C     | Dietmar Danner       |
|    | Germania Ovest (bandiera) | C     | Lorenz Hilkes        |

| N. |                           | Ruolo | Calciatore             |
| -- | ------------------------- | ----- | ---------------------- |
|    | Germania Ovest (bandiera) | C     | Horst Köppel           |
|    | Germania Ovest (bandiera) | C     | Lorenz-Günther Köstner |
|    | Germania Ovest (bandiera) | C     | Christian Kulik        |
|    | Germania Ovest (bandiera) | C     | Uli Stielike           |
|    | Germania Ovest (bandiera) | C     | Herbert Wimmer         |
|    | Germania Ovest (bandiera) | A     | Jupp Heynckes          |
|    | Danimarca (bandiera)      | A     | Henning Jensen         |
|    | Germania Ovest (bandiera) | A     | Walter Posner          |
|    | Germania Ovest (bandiera) | A     | Bernd Rupp             |
|    | Danimarca (bandiera)      | A     | Allan Simonsen         |

## Calciomercato

### Sessione estiva
| Acquisti | Acquisti      | Acquisti      | Acquisti |
| R.       | Nome          | da            | Modalità |
| -------- | ------------- | ------------- | -------- |
| C        | Lorenz Hilkes | 1. FC Viersen |          |
| C        | Horst Köppel  | Stoccarda     |          |

| Cessioni | Cessioni          | Cessioni           | Cessioni |
| R.       | Nome              | a                  | Modalità |
| -------- | ----------------- | ------------------ | -------- |
| D        | Hartwig Bleidick  | Lippstadt 08       |          |
| D        | Shmuel Rosenthal  | Hapoel Petah Tiqwa |          |
| C        | Günter Netzer     | Real Madrid        |          |
| A        | Adalbert Fuhrmann | Osnabrück          |          |

### Sessione invernale
| Acquisti | Acquisti | Acquisti | Acquisti |
| R.       | Nome     | da       | Modalità |
| -------- | -------- | -------- | -------- |

| Cessioni | Cessioni | Cessioni | Cessioni |
| R.       | Nome     | a        | Modalità |
| -------- | -------- | -------- | -------- |

## Risultati

### Bundesliga

#### Girone di andata
| Arbitro: | Aldinger |

|                                   |           |           |
| Köppel 32’, 49’ Danner 37’ (rig.) | Marcatori | 89’ Glock |

| Arbitro: | Betz |

|                  |           |                                                          |
| de Vlugt 7’, 37’ | Marcatori | 21’ Danner 36’, 48’ (rig.), 53’, 71’ Heynckes 76’ Wimmer |

| Arbitro: | Klauser |

|            |           |                |
| Danner 38’ | Marcatori | 58’ Hermandung |

| Arbitro: | Kindervater |

|                             |           |                                         |
| Stöckl 9’ Bonhof 18’ (aut.) | Marcatori | 15’ Danner 30’, 44’ Köppel 72’ Heynckes |

| Arbitro: | Riegg |

|                                                       |           |  |
| Köppel 14’, 35’ Rupp 37’ Heynckes 40’, 49’ Danner 60’ | Marcatori |  |

| Arbitro: | Frickel |

|                       |           |                            |
| Weist 24’ Höttges 43’ | Marcatori | 70’, 86’ Heynckes 76’ Rupp |

| Arbitro: | Seiler |

|                                             |           |                                        |
| Köppel 22’ Stielike 39’ Rupp 53’ Jensen 67’ | Marcatori | 6’ Peitsch 80’ Kasperski 82’ Deterding |

| Arbitro: | Schulenburg |

|              |           |  |
| Rohrbach 47’ | Marcatori |  |

| Arbitro: | Hilker |

|          |           |             |
| Rupp 48’ | Marcatori | 40’ Konopka |

| Arbitro: | Klauser |

|            |           |                         |
| Linßen 78’ | Marcatori | 43’ Köppel 79’ Simonsen |

| Arbitro: | Haselberger |

|                         |           |                           |
| Heynckes 9’ Sieloff 87’ | Marcatori | 74’ Toppmöller 89’ Laumen |

| Arbitro: | Quindeau |

|                                                                         |           |              |
| Handschuh 20’ Brenninger 46’ (rig.) Ohlicher 55’, 57’ Ettmayer 74’, 88’ | Marcatori | 48’ Heynckes |

| Arbitro: | Kollmann |

|                         |           |  |
| Jensen 21’ Heynckes 24’ | Marcatori |  |

| Arbitro: | Aldinger |

|           |           |  |
| Kaltz 54’ | Marcatori |  |

| Arbitro: | Lutz |

|                                   |           |                                    |
| Semlitsch 26’ Ritschel 33’ (rig.) | Marcatori | 41’ Heynckes 67’ Danner 73’ Jensen |

| Arbitro: | Tschenscher |

|              |           |                     |
| Heynckes 64’ | Marcatori | 58’ Herzog 77’ Geye |

| Arbitro: | Engel |

|                                         |           |                                 |
| Roth 4’ Müller 20’ Zobel 23’ Hoeneß 64’ | Marcatori | 6’ Wimmer 18’ Jensen 88’ Bonhof |

#### Girone di ritorno
| Arbitro: | Seiler |

|                                    |           |                                             |
| Kucharski 8’ Mödrath 50’ Glock 53’ | Marcatori | 17’ Rupp 41’ Köstner 59’, 72’, 79’ Heynckes |

| Arbitro: | Aldinger |

|                       |           |                              |
| Bonhof 31’ Danner 75’ | Marcatori | 22’ de Vlugt 88’ (rig.) Bast |

| Arbitro: | Meuser |

|                                 |           |                                                    |
| Hermandung 8’ Horr 54’ Beer 59’ | Marcatori | 2’ (aut.) Weiner 20’ Vogts 42’ Heynckes 52’ Jensen |

| Arbitro: | Eschweiler |

|                                                                               |           |                  |
| Heynckes 7’, 71’ (rig.) Vogts 34’ Danner 47’ Jensen 59’ Stielike 64’ Rupp 65’ | Marcatori | 41’ (rig.) Kohle |

| Arbitro: | Biwersi |

|                        |           |  |
| Scheer 45’ Fichtel 79’ | Marcatori |  |

| Arbitro: | Huster |

|                              |           |           |
| Jensen 78’, 84’ Heynckes 81’ | Marcatori | 21’ Görts |

| Arbitro: | Riegg |

|  |           |                        |
|  | Marcatori | 7’ Jensen 25’ Heynckes |

| Mönchengladbach 9 marzo 1974, ore 15:30 CET 25ª giornata | Borussia M'gladbach | 0 – 0 referto | Eintracht Francoforte | Bökelbergstadion (32 000 spett.)\| Arbitro: \| Lutz \| |
| Arbitro:                                                 | Lutz                |               |                       |                                                        |

| Arbitro: | Gabor |

|  |           |              |
|  | Marcatori | 87’ Heynckes |

| Arbitro: | Berner |

|                                          |           |                 |
| Heynckes 17’ Bonhof 31’ (rig.) Vogts 45’ | Marcatori | 26’, 50’ Wunder |

| Arbitro: | Dreher |

|                            |           |                                          |
| Diehl 83’ (rig.) Meier 86’ | Marcatori | 9’ Danner 11’, 19’ Heynckes 46’ Wittkamp |

| Arbitro: | Huster |

|                           |           |               |
| Rupp 2’, 55’ Wittkamp 36’ | Marcatori | 90’ Handschuh |

| Arbitro: | Tschenscher |

|             |           |          |
| Walitza 57’ | Marcatori | 28’ Rupp |

| Arbitro: | Messmer |

|                                                        |           |              |
| Rupp 23’ Köppel 34’, 56’, 68’ Stielike 36’ Sieloff 76’ | Marcatori | 50’ Krobbach |

| Arbitro: | Redelfs |

|                                                             |           |              |
| Bonhof 35’ Wittkamp 45’ Köppel 47’ Heynckes 71’ (rig.), 80’ | Marcatori | 54’ Kostedde |

| Arbitro: | Engel |

|         |           |  |
| Geye 8’ | Marcatori |  |

| Arbitro: | Biwersi |

|                                                       |           |  |
| Heynckes 30’, 45’ Simonsen 34’ Bonhof 41’ Köstner 71’ | Marcatori |  |

### Coppa di Germania
| Arbitro: | Gabor |

|  |           |                                                             |
|  | Marcatori | 21’ Rupp 41’, 65’ Heynckes 44’ Wimmer 77’ Bonhof 85’ Köppel |

| Arbitro: | Berner |

|                       |           |                      |
| Bonhof 18’ Kulik 112’ | Marcatori | 5’ Krause 96’ Hidien |

| Arbitro: | Betz |

|                     |                      |                               |
| Heese 88’           | Marcatori            | 24’ Bonhof                    |
| Hönig Volkert Kaltz | Tiri di rigore 3 – 1 | Köppel Heynckes Bonhof Danner |

### Coppa delle Coppe
| Arbitro: | Partridge |

|  |           |                                                                                      |
|  | Marcatori | 8’, 56’, 75’ Heynckes 37’ (aut.) Sigurgeirsson 39’, 48’ Kulik 62’ (aut.) Finnbogason |

| Arbitro: | Wurtz |

|                                                                                     |           |               |
| Wimmer 3’, 56’ Valtýsson 23’ (aut.) Simonsen 28’, 33’, 68’ Köppel 34’, 39’ Rupp 81’ | Marcatori | 65’ Óskarsson |

| Arbitro: | Schaut |

|                            |           |  |
| Heynckes 21’, 64’ Rupp 87’ | Marcatori |  |

| Arbitro: | Lobo |

|                                    |           |                 |
| Conn 11’ Jackson 32’ MacDonald 61’ | Marcatori | 27’, 71’ Jensen |

| Arbitro: | Bucheli |

|  |           |                        |
|  | Marcatori | 8’ Heynckes 70’ Köppel |

| Arbitro: | Kopcio |

|                                                   |           |  |
| Wimmer 20’ Heynckes 22’, 63’ Köppel 57’ Vogts 60’ | Marcatori |  |

| Arbitro: | Linemayr |

|                        |           |  |
| Bigon 18’ Chiarugi 58’ | Marcatori |  |

| Arbitro: | Martínez |

|                     |           |  |
| Sabadini 28’ (aut.) | Marcatori |  |

## Statistiche

### Statistiche di squadra
| Competizione      | Punti | In casa | In casa | In casa | In casa | In casa | In casa | In trasferta | In trasferta | In trasferta | In trasferta | In trasferta | In trasferta | Totale | Totale | Totale | Totale | Totale | Totale | DR  |
| Competizione      | Punti | G       | V       | N       | P       | Gf      | Gs      | G            | V            | N            | P            | Gf           | Gs           | G      | V      | N      | P      | Gf     | Gs     | DR  |
| ----------------- | ----- | ------- | ------- | ------- | ------- | ------- | ------- | ------------ | ------------ | ------------ | ------------ | ------------ | ------------ | ------ | ------ | ------ | ------ | ------ | ------ | --- |
| Bundesliga        | 48    | 17      | 11      | 5       | 1       | 54      | 19      | 17           | 10           | 1            | 6            | 39           | 33           | 34     | 21     | 6      | 7      | 93     | 52     | +41 |
| Coppa di Germania | -     | 1       | 0       | 1       | 0       | 2       | 2       | 2            | 1            | 1            | 0            | 7            | 1            | 3      | 1      | 2      | 0      | 9      | 3      | +6  |
| Coppa delle coppe | -     | 4       | 4       | 0       | 0       | 18      | 1       | 4            | 2            | 0            | 2            | 11           | 5            | 8      | 6      | 0      | 2      | 29     | 6      | +23 |
| Totale            | 48    | 22      | 15      | 6       | 1       | 74      | 22      | 23           | 13           | 2            | 8            | 57           | 39           | 45     | 28     | 8      | 9      | 131    | 61     | +70 |

### Andamento in campionato
| Giornata  | 1 | 2 | 3 | 4 | 5 | 6 | 7 | 8 | 9 | 10 | 11 | 12 | 13 | 14 | 15 | 16 | 17 | 18 | 19 | 20 | 21 | 22 | 23 | 24 | 25 | 26 | 27 | 28 | 29 | 30 | 31 | 32 | 33 | 34 |
| --------- | - | - | - | - | - | - | - | - | - | -- | -- | -- | -- | -- | -- | -- | -- | -- | -- | -- | -- | -- | -- | -- | -- | -- | -- | -- | -- | -- | -- | -- | -- | -- |
| Luogo     | C | T | C | T | C | T | C | T | C | T  | C  | T  | C  | T  | T  | C  | T  | T  | C  | T  | C  | T  | C  | T  | C  | T  | C  | T  | C  | T  | C  | C  | T  | C  |
| Risultato | V | V | N | V | V | V | V | P | N | V  | N  | P  | V  | P  | V  | P  | P  | V  | N  | V  | V  | P  | V  | V  | N  | V  | V  | V  | V  | N  | V  | V  | P  | V  |
| Posizione | 2 | 1 | 3 | 1 | 1 | 1 | 1 | 1 | 1 | 1  | 1  | 1  | 1  | 2  | 2  | 3  | 3  | 2  | 3  | 3  | 2  | 4  | 2  | 2  | 2  | 2  | 2  | 2  | 2  | 2  | 2  | 2  | 2  | 2  |

Legenda:

Luogo: C = Casa; T = Trasferta. Risultato: V = Vittoria; N = Pareggio; P = Sconfitta.

### Statistiche dei giocatori
| Giocatore      | Bundesliga | Bundesliga | Bundesliga  | Bundesliga | Coppa di Germania | Coppa di Germania | Coppa di Germania | Coppa di Germania | Coppa delle coppe | Coppa delle coppe | Coppa delle coppe | Coppa delle coppe | Totale   | Totale | Totale      | Totale     |
| Giocatore      | Presenze   | Reti       | Ammonizioni | Espulsioni | Presenze          | Reti              | Ammonizioni       | Espulsioni        | Presenze          | Reti              | Ammonizioni       | Espulsioni        | Presenze | Reti   | Ammonizioni | Espulsioni |
| -------------- | ---------- | ---------- | ----------- | ---------- | ----------------- | ----------------- | ----------------- | ----------------- | ----------------- | ----------------- | ----------------- | ----------------- | -------- | ------ | ----------- | ---------- |
| R. Bonhof      | 29         | 5          | 1           | 0          | 3                 | 3                 | 0                 | 0                 | 6                 | 0                 | 0                 | 0                 | 38       | 8      | 1           | 0          |
| D. Danner      | 29         | 9          | 0           | 0          | 3                 | 0                 | 0                 | 0                 | 7                 | 0                 | 0                 | 0                 | 39       | 9      | 0           | 0          |
| K. Del'Haye    | 0          | 0          | 0           | 0          | 0                 | 0                 | 0                 | 0                 | 0                 | 0                 | 0                 | 0                 | 0        | 0      | 0           | 0          |
| J. Heynckes    | 33         | 30         | 2           | 0          | 3                 | 2                 | 0                 | 0                 | 7                 | 8                 | 0                 | 0                 | 43       | 40     | 2           | 0          |
| L. Hilkes      | 0          | 0          | 0           | 0          | 0                 | 0                 | 0                 | 0                 | 0                 | 0                 | 0                 | 0                 | 0        | 0      | 0           | 0          |
| H. Jensen      | 25         | 9          | 2           | 0          | 3                 | 0                 | 0                 | 0                 | 5                 | 2                 | 0                 | 0                 | 33       | 11     | 2           | 0          |
| W. Kleff       | 34         | 0          | 0           | 0          | 3                 | 0                 | 0                 | 0                 | 8                 | 0                 | 0                 | 0                 | 45       | 0      | 0           | 0          |
| H. Klinkhammer | 18         | 0          | 0           | 0          | 2                 | 0                 | 0                 | 0                 | 3                 | 0                 | 0                 | 0                 | 23       | 0      | 0           | 0          |
| N. Kox         | 0          | 0          | 0           | 0          | 0                 | 0                 | 0                 | 0                 | 0                 | 0                 | 0                 | 0                 | 0        | 0      | 0           | 0          |
| C. Kulik       | 25         | 0          | 1           | 0          | 3                 | 1                 | 0                 | 0                 | 8                 | 2                 | 0                 | 0                 | 36       | 3      | 1           | 0          |
| H. Köppel      | 31         | 12         | 1           | 0          | 3                 | 1                 | 0                 | 0                 | 8                 | 4                 | 0                 | 0                 | 42       | 17     | 1           | 0          |
| L. Köstner     | 11         | 2          | 0           | 0          | 2                 | 0                 | 0                 | 0                 | 5                 | 0                 | 0                 | 0                 | 18       | 2      | 0           | 0          |
| H. Michallik   | 10         | 0          | 0           | 0          | 1                 | 0                 | 0                 | 0                 | 4                 | 0                 | 0                 | 0                 | 15       | 0      | 0           | 0          |
| W. Posner      | 0          | 0          | 0           | 0          | 0                 | 0                 | 0                 | 0                 | 0                 | 0                 | 0                 | 0                 | 0        | 0      | 0           | 0          |
| G. Quasten     | 0          | 0          | 0           | 0          | 0                 | 0                 | 0                 | 0                 | 0                 | 0                 | 0                 | 0                 | 0        | 0      | 0           | 0          |
| R. Roebben     | 0          | 0          | 0           | 0          | 0                 | 0                 | 0                 | 0                 | 0                 | 0                 | 0                 | 0                 | 0        | 0      | 0           | 0          |
| B. Rupp        | 30         | 10         | 2           | 0          | 3                 | 1                 | 0                 | 0                 | 7                 | 2                 | 0                 | 0                 | 40       | 13     | 2           | 0          |
| K. Sieloff     | 26         | 2          | 0           | 0          | 2                 | 0                 | 0                 | 0                 | 8                 | 0                 | 0                 | 0                 | 36       | 2      | 0           | 0          |
| A. Simonsen    | 9          | 2          | 0           | 0          | 2                 | 0                 | 0                 | 0                 | 4                 | 3                 | 0                 | 0                 | 15       | 5      | 0           | 0          |
| U. Stielike    | 26         | 3          | 3           | 0          | 0                 | 0                 | 0                 | 0                 | 5                 | 0                 | 0                 | 0                 | 31       | 3      | 3           | 0          |
| U. Surau       | 0          | 0          | 0           | 0          | 0                 | 0                 | 0                 | 0                 | 0                 | 0                 | 0                 | 0                 | 0        | 0      | 0           | 0          |
| B. Vogts       | 27         | 3          | 2           | 0          | 3                 | 0                 | 1                 | 0                 | 7                 | 1                 | 0                 | 0                 | 37       | 4      | 3           | 0          |
| H. Wimmer      | 28         | 2          | 0           | 0          | 3                 | 1                 | 0                 | 0                 | 7                 | 3                 | 0                 | 0                 | 38       | 6      | 0           | 0          |
| H. Wittkamp    | 14         | 3          | 0           | 0          | 0                 | 0                 | 0                 | 0                 | 0                 | 0                 | 0                 | 0                 | 14       | 3      | 0           | 0          |